# 이와부치정
이와부치정(일본어: 岩淵町)은 도쿄부 기타토시마군에 존재했던 정이며 1889년에 정촌제 시행에 의해 탄생하였다. 현재의 도쿄도 기타구 북부에 해당한다.

## 역사
- 1889년 5월 1일 - 시정촌제 시행에 의해 이와부치정이 성립하였다.
- 1932년 10월 1일 - 도쿄시에 편입에 의해, 이와부치정은 오지정과 함께 오지구가 되었다.

### 인구
- 총인구 37,664명(쇼와 5년 인구조사)
- 세대수 1,766세대, 총인구 8,971명, 남성 인구 4,586명, 여성 인구 4,385명, 세대당 평균 인원수 5.08명(다이쇼 6년 말 조사)
- 기류 인구 3,448명, 본적 인구 5,523명, 기류 인구의 본적 인구 대비 비율 0.62(다이쇼 6년 말 조사)

### 인구 추이
| 시점            | ! 총 인구 | ! 출처               |
| --------------- | --------- | -------------------- |
| 1909년          | 6,056명   | 메이지 41년도말 조사 |
| 1910년          | 6,232명   | 메이지 42년도말 조사 |
| 1911년          | 6,386명   | 메이지 43년도말 조사 |
| 1912년          | 6,656명   | 메이지 44년도말 조사 |
| 1913년          | 6,595명   | 다이쇼원년도말 조사  |
| 1914년          | 6,524명   | 다이쇼2년도말 조사   |
| 1915년          | 6,787명   | 다이쇼3년도말 조사   |
| 1916년          | 7,627명   | 다이쇼4년도말 조사   |
| 1917년          | 8,103명   | 다이쇼5년도말 조사   |
| 1918년          | 8,971명   | 다이쇼6년도말 조사   |
| 1920년 10월 1일 | 15,672명  | 다이쇼 9년 국세조사  |
| 1925년 10월 1일 | 24,525명  | 다이쇼 14년 국세조사 |
| 1930년 10월 1일 | 37,664명  | 쇼와5년 국세조사     |

## 교통

### 철도
- 일본철도 → 국철
  - 도호쿠 본선, 야마노테선

## 참고문헌
- 北豊島郡誌（編：北豊島郡農会、1918年（大正7年）11月10日発行、1979年（昭和54年）9月25日復刻版発行）
- 板橋区史 通史編 下巻（編：板橋区史編さん調査会、1999年（平成11年）11月30日発行）